# Jimmy Mulisa
Jimmy Mulisa (ur. 3 kwietnia 1984 w Kigali) – rwandyjski piłkarz grający na pozycji napastnika.

## Kariera klubowa
Karierę piłkarską Mulisa rozpoczął w indyjskim zespole Indian Telephone Industries. Następnie grał w Hindustan Aeronautics Limited SC, a 2002 roku przeszedł do rwandyjskiego klubu APR FC ze stolicy kraju, Kigali. W 2002 roku zadebiutował w jego barwach w pierwszej lidze rwandyjskiej. Wraz z APR wywalczył mistrzostwo kraju w 2003 roku, jeden raz Puchar Rwandy w 2002 roku i jeden raz CECAFA Club Cup w 2004 roku.
W 2005 roku Mulisa został piłkarzem wietnamskiego Hải Phòng FC. W tym samym roku odszedł jednak do belgijskiego RAEC Mons. Po pół roku gry w pierwszej lidze przeszedł do trzecioligowego KRC Mechelen. Latem 2006 zmienił klub i trafił do RFC Tournai, a po roku gry odszedł do KFC Hamme. W 2008 roku powrócił do pierwszej ligi i został piłkarzem KSV Roeselare, ale już na początku 2009 roku został wypożyczony do KSK Beveren, grającego w drugiej lidze. Jesień 2009 spędził grając w Roeselare.
Na początku 2010 roku Mulisa przeszedł do rumuńskiego Ceahlăul Piatra Neamț. W tym samym roku wyjechał do Kazachstanu, by grać w tamtejszym Szachtiorze Karaganda. Występował tam do końca sezonu 2010. Następnie grał w Wostoku Ust-Kamienogorsk oraz tajlandzkiej drużynie Osotspa Saraburi. W połowie 2012 roku wrócił do Belgii, gdzie został graczem drugoligowego klubu AFC Tubize. Następnie grał w Berchem Sport i malezyjskim T-Team FC, w którym zakończył karierę.

## Kariera reprezentacyjna
W reprezentacji Rwandy Mulisa zadebiutował w 2003 roku. W 2004 roku został powołany do reprezentacji Rwandy na Puchar Narodów Afryki 2004. Tam rozegrał jedno spotkanie, z Demokratyczną Republiką Konga (1:0). Do 2009 rozegrał w kadrze narodowej 17 meczów i strzelił 2 gole.